# Angerona sordiata
Angerona sordiata là một loài bướm đêm trong họ Geometridae.